# Smidtia
Smidtia – rodzaj muchówek z rodziny rączycowatych (Tachinidae).

## Wybrane gatunki
- S. amoena (Meigen, 1824)[2][3]
- S. atriventris (Walker, 1852)[4]
- S. candida Chao & Liang, 2003[3]
- S. conspersa (Meigen, 1824)[2][3]
- S. fumiferanae (Tothill, 1912)[1]
- S. gemina (Mesnil, 1949)[3]
- S. japonica (Mesnil, 1957)[3]
- S. laeta (Mesnil, 1963)[2]
- S. laticauda (Mesnil, 1963)[2]
- S. longicauda Chao & Liang, 2003[3]
- S. winthemioides (Mesnil, 1949)[3]
- S. yichunensis Chao & Liang, 2003[3]